# Dying Fetus
Dying Fetus — американський дез-метал гурт з Аппер Мальборо, штат Меріленд. Заснований у 1991 році. Dying Fetus — один з небагатьох дез-метал-гуртів, який використовує політичну тематику у своїй творчості. Звучання групи характеризується наявністю хардкорних рифів і складною технікою виконання. Рання лірика колективу була присвячена звичайним для дез-метал-гуртів темам насилля. Постійні зміни складу призвели до того, що єдиним членом гурту з оригінального складу залишився Джон Галлагер (John Gallagher).
У 2010 році Dying Fetus очолили міжнародний рок-фестиваль Thrash and Burn European Tour 2010.

## Історія

### Початок (1991—1996)
Dying Fetus заснований у 1991 у Аппер-Мальборо, штат Меріленд, Джоном Галлахером (гітара, вокал) і Джейсоном Нетертоном (бас, вокал). Група почала репетирувати, коли пара зустрілася з гітаристом/вокалістом Ніком Спелеосом у 1992 році. Тоді було вирішено, що Галлахер буде грати на барабанах, поки потрібний барабанщик не буде знайдений. У цьому складі група написала кілька композицій, котрі згодом були видані у демо-записі «Bathe In Entrails» (укр. «Купатись у кишках») наприкінці 1993 року. Тоді ж гурт знаходить барабанщика Роба Белтона, а також гітариста Брайана Летту, котрий замінив Ніка Спелеоса, після чого Джон Галлахер повернувся на роль гітариста і вокаліста. Після змін у складі гурт випускає новий демо-запис «Infatuation With Malevolence» (укр. «Сліпе захоплення зі злочином») у травні 1994 року, пізніше випущеного разом з першим демо-записом у 1995 як компіляція на Каліфорнійському лейблі Wild Rags Records. Збірник містив пісні з обох демо у одному CD.
У 1996 році 6 серпня гурт випустив свій перший альбом «Purification Through Violence», на лейблі Pulverizer Records. Альбом містить сім оригінальних пісень і одну кавер-версію пісні «Scum» колективу Napalm Death. Барабанщик Роб Белтон покинув групу і його місце за ударними зайняв Кейсі Баклер для живих виступів. Диск був виданий Pulverized Records на теренах США, і Diehard у Європі.

### Вихід з андеграунда (1996—2000)

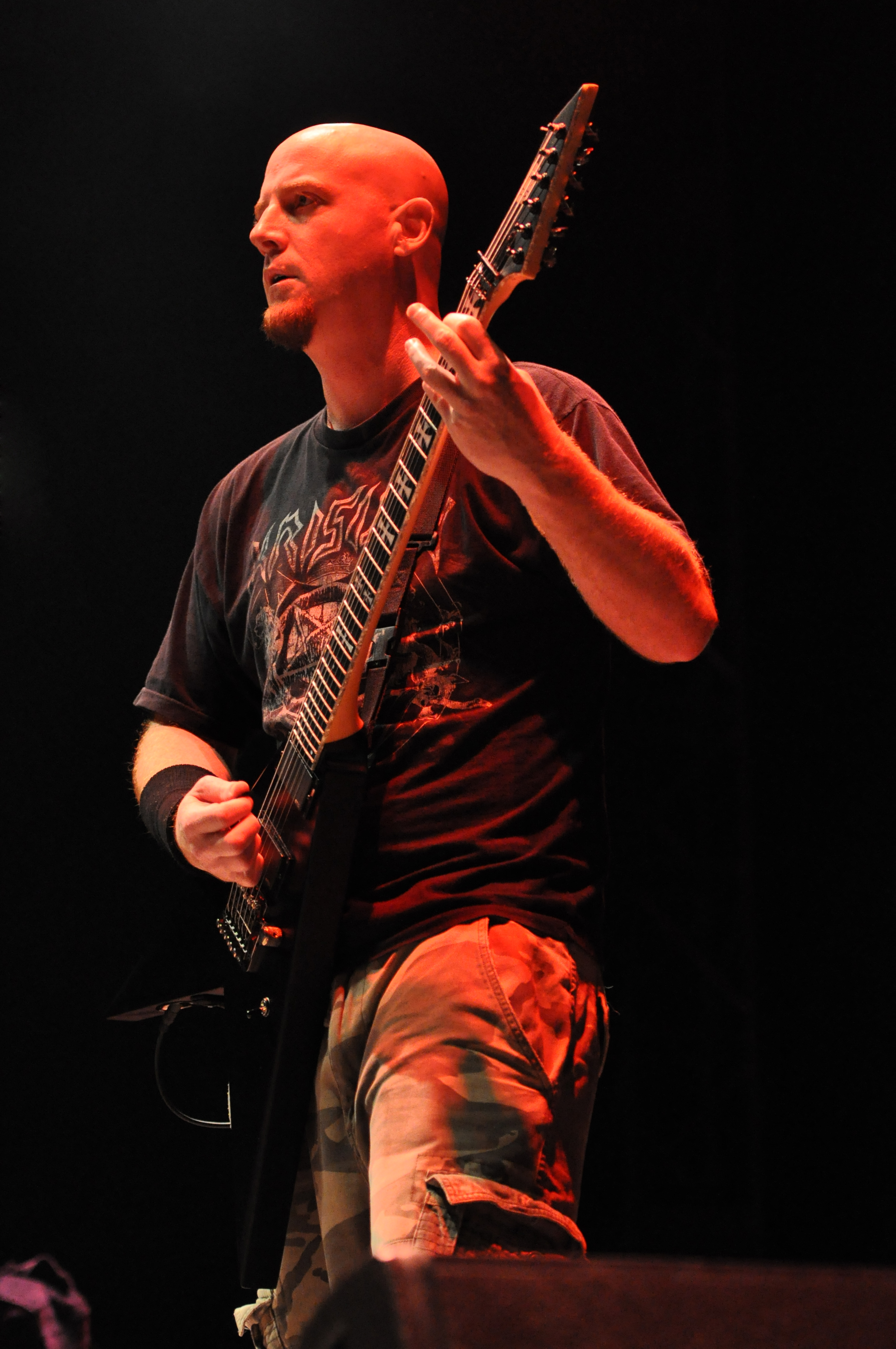
Джон Галлагер

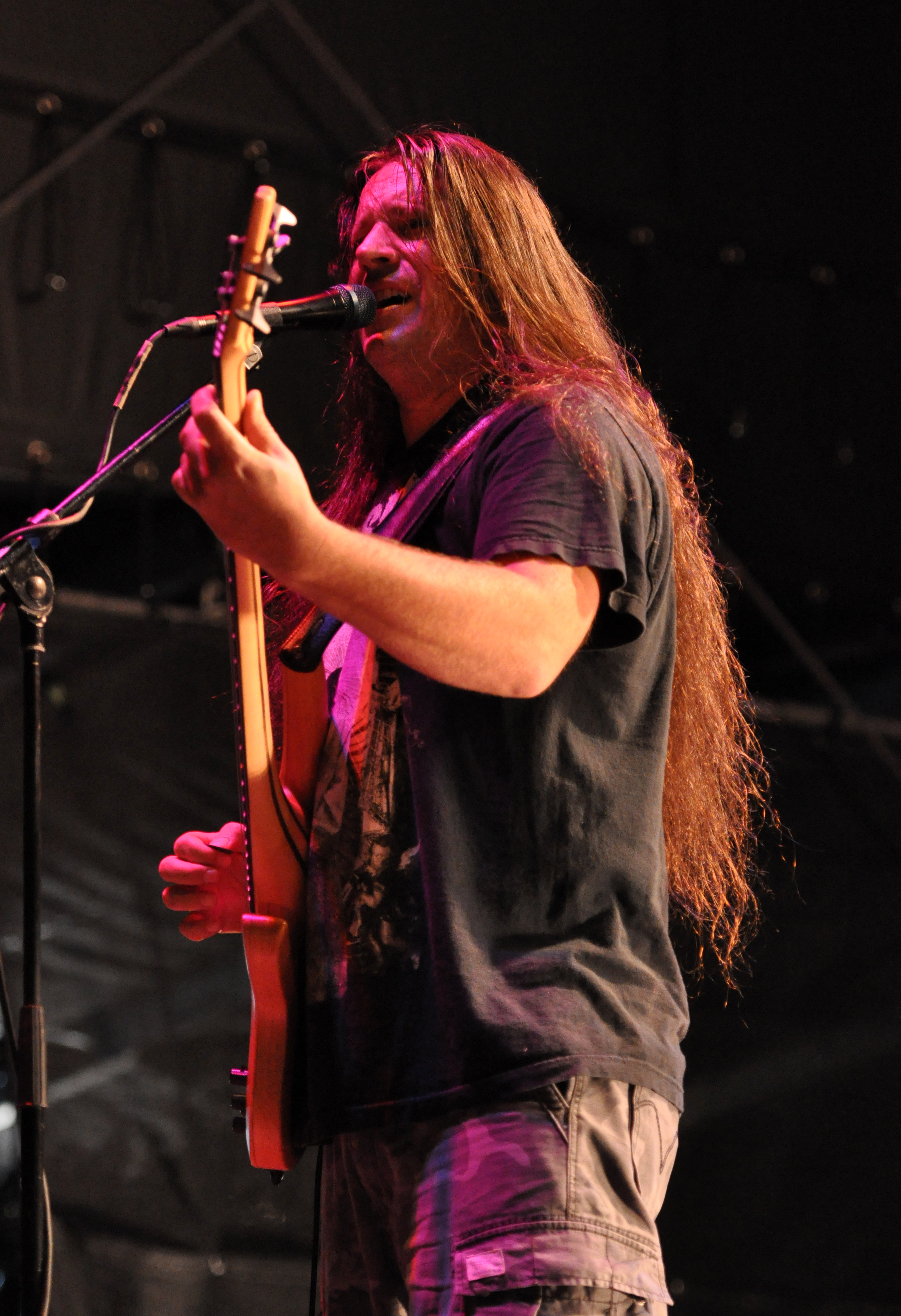
Шон Біслі

Не маючи промоушена і лейбла, група поїхала у північноамериканский тур разом з Kataklysm і Monstrosity. На місце ударника у групу прийшов Ерік Сейенга, котрий замінив Кейсі Баклера. Однак к 1997 Ерік Сейенга покинув групу після короткого туру Техасом у травні 1997. На зміну Еріку приходить барабанщик Кевін Таллі, котрий приєднався до складу влітку 1997. У цьому складі на гурт звернув увагу німецький інді-лейбл Morbid Records, котрі підписали з групою контракт на початку 1998 року щодо випуску одного альбому.
І уже 27 липня 1998 року група випустила свій 2-й альбом «Killing On Adrenaline». 2-й альбом, як і дебютний, містив 7 оригінальних композицій і одну кавер-версію «Judgement Day» групи Integrity. Альбом створив фурор, миттєво надав групі статус культу. Він дотепер алишається одним з еталонів стилю, поєднуючи у собі важкість brutal death, шаленство grind і hardcore та найвищу техніку виконання.
Morbid Records надали поганий промоушен у дез-метал-андеграунді, однак гурт вийшов з андеграунда завдяки своїм живим виступам. Наприкінці 1998 року гітарист Брайан Летта йде з групи, привівши у групу нового гітариста Джона Войлеса. Наступний тур став найбільшим на той момент у історії групи — 9 тижнів, 52 дати, 12 країн (починаючи США і Іспанією та закінчуючи Польщею і Бельгією). Понад три тижні відбувався їх тур, під назвою «Underground Terrorism».Також колектив брав участь у фестивалях (зокрема, Morbid Metalfest), виступаючи на яких, хлопці з блиском презентували матеріал з нового альбому. Поряд з цим ні на хвилину не припинялась розкрутка імені Dying Fetus через інтерв'ю для радіо і журналів, вміщенням треків на компіляції і просування у мережі Інтернет.

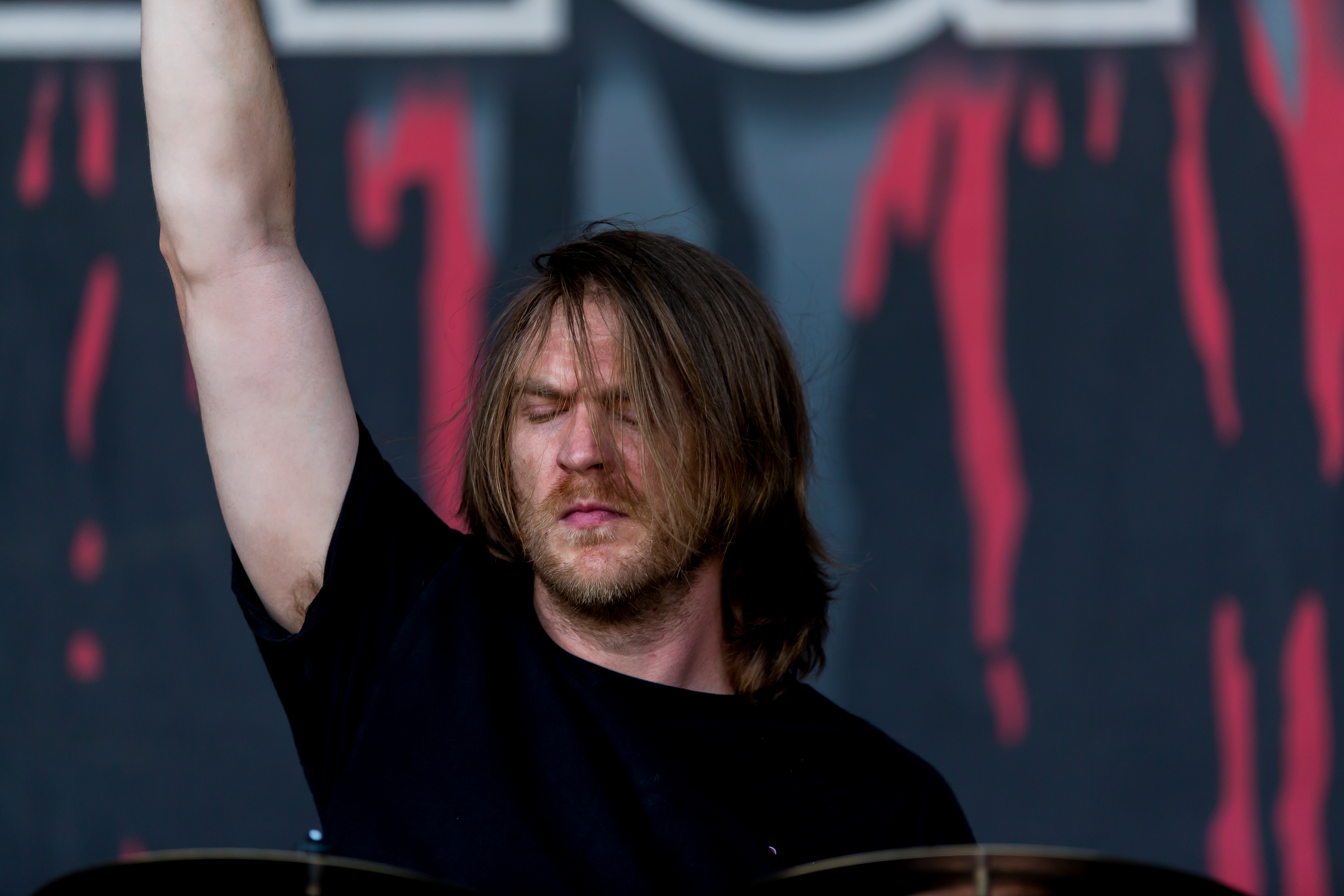

У 1999 році збірник демо-записів «Infatuation With Malevolence», підкріплений багатьма бонусами, перевидається на Blunt Force. Невдовзі видано міні-альбом «Grotesque Impalement», котрий містить кавери і старі нереалізовані записи. Тим часом музиканти виступають на таких фестивалях, як New England Hardcore And Metalfest, March Metal Meltdown II, грають у Європі (у Німеччині, Бельгії і Чехії) і стають хедлайнерами на німецькому Fuck The Commerce Fest, а також підтримують тури Destruction і Vader. Одночасно з цим підписується контракт з ведучим екстремальним лейблом, Relapse Records, і починається робота над новим диском.

## Дискографія

### Альбоми
- Purification through Violence (1996) Pulverizer Records
- Killing on Adrenaline (1998) Morbid Records
- Destroy the Opposition (2000) Relapse Records
- Stop at Nothing (2003) Relapse Records
- War of Attrition (2007) Relapse Records
- Descend into Depravity (2009) Relapse Records
- Reign Supreme (2012) Relapse Records
- Wrong One To Fuck With (2017) Relapse Records
- Make Them Beg for Death (2023) Relapse Records

### Компіляції
- Infatuation with Malevolence (1995) Wild Rags Records

### EP
- Grotesque Impalement (2000) Blunt Force
- Split 7" with Deep Red (2001) Relapse Singles Series
- History Repeats… (2011) (Covers EP) Relapse

### Демозаписи
- Bathe in Entrails demotape (1993)
- Infatuation with Malevolence demotape (1994)

## Кліпи
- We Are Your Enemy (1998) Morbid Records
- Kill Your Mother, Rape Your Dog (1998)Morbid Records
- One Shot One Kill (2003) Relapse Records
- Homicidal Retribution (2007) Relapse Records
- Shepherd's Commandment (2010) Relapse Records
- Your Treachery Will Die With You (2010) Relapse Records
- From Womb To Waste (2012) Relapse Records
- Second Skin (2013) Relapse Records
- Wrong One To Fuck With (2018) Relapse Records